# Gitagum
Gitagum è una municipalità di quarta classe delle Filippine, situata nella Provincia di Misamis Oriental, nella Regione del Mindanao Settentrionale.
Gitagum è formata da 11 baranggay:
- Burnay
- Carlos P. Garcia
- Cogon
- Gregorio Pelaez (Lagutay)
- Kilangit
- Matangad
- Pangayawan
- Poblacion
- Quezon
- Tala-o
- Ulab